# Reston
Reston é uma região censitária localizada no Condado de Fairfax, no estado norte-americano da Virgínia.

## Demografia
Segundo o censo norte-americano de 2000, a sua população era de 56.407 habitantes.

## Geografia
De acordo com o United States Census Bureau tem uma área de 45,0 km², dos quais 44,4 km² cobertos por terra e 0,6 km² cobertos por água.

## Localidades na vizinhança
O diagrama seguinte representa as localidades num raio de 12 km ao redor de Reston.